# Khalifa International Tennis and Squash Complex
Der Khalifa International Tennis and Squash Complex (arabisch مجمع خليفة الدولي للتنس والاسكواش, DMG Maǧmaʿ Ḫalīfa ad-duwalī li-t-tanis wa-l-iskuwāš) ist ein Tennis- und Squashkomplex in der katarischen Hauptstadt Doha.

## Geschichte und Nutzung
Die Anlage wurde am 16. Dezember 1992 eröffnet und gehört der Qatar Tennis Federation. Von der Eröffnung bis zum Ausbau 2008 bot die Anlage bis zu 4.500 Besuchern Platz, ehe die Kapazität auf 7.500 erhöht wurde. Insgesamt stehen in der Anlage 27 Tennisplätze zur Verfügung. Der Center Court hat eine Zuschauerkapazität von rund 6.900 Plätzen.
Der Komplex war Veranstaltungsort der Tennis- und Squashwettbewerbe der Asienspiele 2006 sowie von 2008 bis 2010 der WTA Tour Championships der Damen. Jährlich am Jahresanfang werden ein ATP-Turnier der Herren und ein WTA-Turnier der Damen im Komplex ausgetragen. Die Qatar Classic, ein Squashturnier der höchsten Wertungskategorie, finden ebenfalls jährlich im Komplex statt. Mehrfach war er auch Veranstaltungsort der Squash-Weltmeisterschaft: 2002 bei den Damen sowie 1998, 2004, 2012, 2014 und 2019/20 bei den Herren.